# Peklo s princeznou
Peklo s princeznou je český pohádkový film režiséra Miloslava Šmídmajera z roku 2009. Film byl v kinech premiérově uveden 29. ledna 2009. Televizní premiéra se odehrála na stanici ČT1 24. prosince 2010, kdy byl odvysílán jako štědrovečerní pohádka České televize.

## Příběh
Vypráví o princezně Anetě (Tereza Voříšková), která se nechce vdávat, a tak její otec král Leopold, který si nemůže dovolit nesplnit dávný královský slib kvůli možné válce s vojensky zdatným králem Bedřichem (Václav Postránecký), vymyslí lest. Bude předstírat, že vládce pekel Lucifer unesl Anetu do strašidelného mlýna, pro tyto účely najme partu herců, kterou doplní o skupinu místních lidí, kteří se převlečou za čerty, Anetu pak dá za ženu pouze tomu nápadníkovi, který bude ochoten s těmito čerty ve mlýně o Anetu bojovat. Touto lstí ale velice rozzlobí skutečného vládce pekel Lucifera a jeho nevěstu čertovskou učitelku Muribanu. Král Leopold dá princeznu Anetu internovat do věže, tak aby na tuto lest nikdo z lidí nepřišel.
Princezna se ale vdávat vůbec nechce, obzvláště ne za prince Jeronýma (Jiří Mádl), kterého již zná od dětství jako velké nemehlo, které neumí plavat. Poté, co ji její otec král Leopold (Petr Nárožný) uvězní v zámecké věži, s vodníkovou i Luciferovou pomocí ze zámku uteče a vydá se nazdařbůh lesem někam směrem ke království prince Jeronýma. S Jeronýmem se čirou náhodou zcela inkognito setká u jezírka v lese, neboť princ Jeroným také, na protest proti chování svého otce bojovného krále Bedřicha, utekl z domova a vydal se na cesty. Oba mladí lidé pak procházejí lesem spolu a zamilují se do sebe, skrývají se před vojáky a královskými sluhy, kteří je hledají. Nicméně opravdový Lucifer, rozzuřený královskou lstí unese princeznu Anetu do pekla, kde ji Luciferova snoubenka čertice Muribana slíbí, že pokud se princ Jeroným Luciferovi postaví tváří v tvář, princeznu Anetu vrátí zpět na zem.
Lucifer se i se svou družinou vydá potrestat nekalou konkurenci do mlýna. Zde se nakonec všichni sejdou. Jeroným, který zde opravdu za Anetu bojuje proti Luciferovi, Anetin přítel vodník (Jiří Pecha), který všechny čerty zmáchá natolik, že nemohou čarovat, dostaví se i oba královští otcové se svou družinou. Vše se nakonec podaří vysvětlit a navrátit do normálu, příběh šťastně končí svatbou princezny Anety a prince Jeronýma. Všichni opravdoví čerti se vrátí zpět do pekla na Luciferovu svatbu. V poslední scéně princezna Aneta naučí svého manžela prince Jeronýma plavat.

## Obsazení
| Jiří Mádl          | princ Jeroným                             |
| Tereza Voříšková   | princezna Aneta                           |
| Petr Nárožný       | král Leopold                              |
| Václav Postránecký | král Bedřich                              |
| Zlata Adamovská    | královna Viktorie                         |
| Martin Stránský    | Lucifer a kovář Jíra (dvojrole)           |
| Filip Blažek       | divadelní principál                       |
| Barbora Kodetová   | chůva Bětuše                              |
| Alžbeta Stanková   | čertovská učitelka Muribana               |
| Václav Vydra       | čert učitel Bufel                         |
| Miroslav Táborský  | generál Ryneš                             |
| Jan Skopeček       | rádce Matyáš                              |
| Jiří Pecha         | vodník                                    |
| Jana Doleželová    | čertice Arkana                            |
| Marie Viková       | tetka Křepelka                            |
| Miloš Forman       | čert Elrebub (speciální host, cameo role) |
| Boris Hybner       | čert Belzebub                             |
| Roman Vojtek       | čert Smolda                               |
| Míla Doležal       | čert Hňáta                                |
| Matyáš Hölzel      | čertík Golifášek                          |
| Tobiáš Waller      | čertík Patel                              |
| Johana Krtičková   | malá princezna Aneta                      |
| Petr Havlovic      | malý princ Jeroným                        |
| Jiří Ordžonikidze  | Kuba                                      |
| Gregor Bauer       | Matěj                                     |
| Jan Kaifer         | Lojzík                                    |

## Produkce
Film se natáčel v Dolském mlýně, kde se natáčela pohádka Pyšná princezna, v Hřensku, na zámcích Kroměříž a Frýdlant a ve skanzenu v Kouřimi.
Jezírko je v Adršpachu, v Adršpašsko-teplických skalách, kde se natáčela pohádka Třetí princ.
Pohádka následně vyšla v roce 2009 v literární podobě jako kniha.

## Ocenění
- 6. června 2009 na 49. Mezinárodním filmovém festivalu pro děti a mládež ve Zlíně získal snímek diváckou cenu Zlaté jablko za nejúspěšnější hraný film a hlavní cenu dětské poroty za nejlepší hraný film pro děti.

## Recenze
- Kamil Fila: Pohádka Peklo s princeznou má půvab jednooké královny. Aktuálně.cz, 29. ledna 2009
- Barbora Šťastná, Premiere
- Petr Čihula, Moviezone.cz, 1. února 2009
- František Fuka, FFFilm, 22. ledna 2009
- Lenka Valušová, FDb.cz, 1. února 2009